# Związek Spółek Zarobkowych i Gospodarczych
Związek Spółek Zarobkowych i Gospodarczych w Poznaniu – najstarsza centrala polskich spółek kredytowych w Wielkopolsce, powstała w 1871 jako Związek Spółek Polskich. Związek miał za zadanie popieranie istniejących spółek, zakładanie nowych oraz pomoc w wymianie finansowej.
Patroni Związku: (księża): Augustyn Szamarzewski (do 1891), Piotr Wawrzyniak (do 1910), Stanisław Adamski (do 1926). 
Związek istniał do 1939.
Organem finansowym związku był Bank Związku Spółek Zarobkowych SA w Poznaniu, założony w 1885 przez Związek Spółdzielni Zarobkowych zrzeszający polskie spółdzielnie kredytowe zaboru pruskiego; udzielał pożyczek, wspierał rozwój rolnictwa, a także przemysłu, na pocz. XX w. objął operacjami pozostałe zabory; po 1918 wykupywał przedsiębiorstwa niemieckie. W latach 1918–1939 należał obok Banku Handlowego w Warszawie SA do największych banków prywatnych na ziemiach polskich; zlikwidowany w 1950 poprzez włączenie go do Banku Rzemiosła i Handlu.
Bank prowadził oddziały, w Toruniu przy ul. Szerokiej 14 (od 1913), Gdańsku przy Holzmarkt 18 (ob. Targ Drzewny), Warszawie (od 1918), Lublinie (od 1918),  Krakowie (od 1919), Wilnie (od 1924) oraz dwa przedstawicielstwa zagraniczne - w Nowym Jorku i Paryżu.

## Siedziba
Pierwsza siedziba mieściła się w budynku mieszkalnym w al. Marcinkowskiego 21. W latach 1897–1899 przy tejże ulicy (nr. 26) bank wybudował swój budynek (proj. Tomasz Pajzderski), zaś w 1920 przeniósł się do b. siedziby z 1911 (proj. Hans Uhl) Banku Wschodniego na pl. Wolności 15, w 1949 do Warszawy.